# Temnospondyli
Temnospondyli är en grupp primitiva groddjur. Gruppen uppvisar en rik variation av anpassningar för olika livsmiljöer och födointag. Utmärkande för djur tillhörande denna grupp är att de har förhållandevis få nackkotor vilket gör det lätt att fastställa deras grupptillhörighet.
Tills vidare är inte klarlagt om några av dagens amfibier ska räknas till gruppen. Alla kända medlemmar är utdöda.